# Sup de Co Reims
L'École Supérieure de Commerce de Reims crée en 1928, deviendra Reims Management School avant de fusionner avec Rouen Business School pour créer NEOMA Business School.

## Histoire
Le 5 novembre 1928, l'ESC Reims est inaugurée au cinquième étage du grand Familistère, à l'angle des rues de Vesle et de Talleyrand, dans des locaux loués par les Docks Rémois. L'ESC de Reims a été fondée à l'initiative de la Ville de Reims, à l'origine pour répondre aux besoins en cadres et en professionnels qualifiés pour la vente, la distribution et l'exportation du champagne.
Cinq ans plus tard, en 1937, l'ESC Reims est transférée à l'École Pratique Jolicœur, futur Lycée Franklin Roosevelt.

Pour renforcer la crédibilité face aux écoles d’ingénieurs et aux Licences universitaires, et aussi d’obtenir une participation financière de l’État au financement de ces établissements, les écoles de commerce s'organisent pour obtenir la reconnaissance officielle de leur diplôme par l’État. En contrepartie, les écoles durent accepter un certain nombre d’obligations, et ont basculé au statut « d’écoles consulaires » (semi-privées et gérées indirectement par l’État par le biais d’une Chambre de Commerce et d’Industrie).

En 1987, l’EDHEC, les ESC Reims et Rouen et l’ICN ont créé un concours mutualisé pour les écrits – Ecricome – bien que chaque école définisse les coefficients qu’elle souhaite appliquer aux épreuves et conserve son propre entretien oral.

En 1999, l'ESC Reims change de nom et devient Reims Management School (RMS).
Jusqu'au 31 décembre 2010, Reims Management School était placée sous un régime consulaire de la Chambre de commerce et d'industrie de Reims et d'Epernay.

Du 01/01/2011 au 24 avril 2013, Reims Management School a le statut d'association.

En 2013, Reims Management School (ex ESC Reims) fusionne avec Rouen Business School (ex-ESC Rouen), donnant ainsi naissance à une nouvelle entité : Neoma Business School.

Au 1er janvier 2018, NEOMA Business School devient un Établissement d’Enseignement Supérieur Consulaire (EESC).

## Classement
Cette section est promotionnelle ou publicitaire (juillet 2021). Considérez son contenu avec précaution et/ou discutez-en.
Sup de Co Reims est un programme Grande école proposé par le Groupe Reims Management School (RMS), accrédité EQUIS, Association to Advance Collegiate Schools of Business (AACSB), et AMBA. Le programme Sup de Co, visé par l'État, délivre aux étudiants diplômés le Grade de Master.
Le Nouvel Économiste et le magazine L'Étudiant classent le programme Grande École rémois au 8e rang français dans leurs Palmarès 2009 des Grandes écoles de Commerce. Début 2010, L'Expansion situe également Sup de Co Reims à la 8e place des établissements d'enseignement du management, confirmant le positionnement de l'école.
En 2011, l'école est 8e au classement Sigem et pour la troisième année consécutive l'école accueille le plus grand nombre de candidatures d’étudiants issus de classes préparatoires.
En 2013, l'ESC Reims fusionne avec l'ESC Rouen, donnant ainsi naissance à une nouvelle entité : Neoma Business School.

## Spécificités
Cette section est promotionnelle ou publicitaire (juillet 2021). Considérez son contenu avec précaution et/ou discutez-en.
Au-delà de la proximité avec la capitale, plusieurs grandes spécificités distinguent notamment Sup de Co Reims :
- La possibilité de construire son propre parcours académique à travers le système de cours à la carte dès la 1re année,
- Une grande place accordée à l'apprentissage, 350 places proposées par RMS, ce qui fait de l'école l'un des plus grands centres d'apprentissage de France. Cette solution permet à l'étudiant de faire financer intégralement sa scolarité par une entreprise à la fin du cycle Bachelor ou PCM,
- Un réseau international comprenant 160 universités partenaires[10] (notamment celle de Berkeley en Californie, classée 4e meilleure  université du monde) dans 43 pays,
- La possibilité de préparer les trois niveaux I, II et III de la prestigieuse certification financière internationale du Chartered Financial Analyst (CFA) avec un taux de réussite parmi les meilleurs en Europe.[réf. nécessaire]
- Les diplômés du Groupe RMS constituent aujourd'hui l'un des principaux réseaux de diplômés de Grande École avec 23 000 diplômés présents dans 91 pays à travers le monde. Ils sont regroupés au sein d'une association : RMS-Network qui est composée de 15 clubs professionnels, 22 clubs régionaux et 45 animateurs à l'étranger.

## Admission
On peut intégrer Sup de Co Reims :
- en première année, en réussissant soit le concours Ecricome, réservé aux étudiants des Classes préparatoires aux Grandes écoles), soit le concours équivalent Tremplin 1 (réservé aux étudiants titulaires d'un BAC+2), soit le concours BEL, réservé aux étudiants des Classes préparatoires littéraires (options lettres AL et LSH),
- en deuxième année, après avoir réussi soit le concours Tremplin 2, réservé aux étudiants titulaires d'un Bac+3/4/5, soit le concours Universa, réservé quant à lui aux étudiants possédant un diplôme étranger de niveau Bachelor au minimum.

## Corps professoral et recherche
Le corps professoral de l'école se compose de :
- 90 professeurs permanents[11] répartis en cinq départements :

1. Finance, fiscalité et contrôle
2. Management et décision
3. Marketing
4. Stratégie et entrepreneuriat
5. Hommes et organisations

Plus de 70 % des professeurs permanents sont titulaires d'un doctorat.
- 450 professeurs vacataires[12]

Le corps professoral de l'école est composé de 35 % de professeurs internationaux.
Avec l'ouverture de la LGV Est européenne en juin 2007, Reims est à 45 minutes du centre-ville de Paris. Cela permet à davantage de professeurs et intervenants parisiens de prendre part au corps enseignant.
Le Groupe RMS compte par ailleurs 4 Chaires d'enseignement et de recherche : 
- Chaire Auchan de Marketing de la Distribution
- Chaire Bancassurance Crédit Agricole du Nord Est
- Chaire en Management du Champagne
- Chaire Économie Sociale et Solidaire

Les missions des Chaires sont de diffuser des enseignements spécialisés, développer des programmes de recherche et véhiculer l'image de l'entreprise concernée auprès de la communauté académique.

## Formation
La formation se déroule en trois années, voire quatre années, à l'issue desquelles l'étudiant reçoit le diplôme de Sup de Co Reims, visé par l'État et conférant le Grade de Master.
La formation est payante. Les frais de scolarité en 2012 s'élèvent pour une année à  9 250 euros.
La Fondation RMS, sous l'égide de la Fondation de France distribue chaque année plusieurs dizaines de bourses pour financer la scolarité d'étudiants français ou étrangers aux ressources limitées. De plus, les banques accordent des prêts pour le financement des études à taux extrêmement privilégiés et avec des différés de remboursement. Enfin, le cursus en apprentissage permet le financement des frais de scolarité par une entreprise en plus du salaire.

## Contenu de la formation

### Cycle Bachelor (première année)
La première année est une formation générale dispensée à tous les étudiants, en gestion, comptabilité, marketing, initiation à la finance, droit etc. Elle dure un an et a pour objectif de l'apprentissage des concepts fondamentaux du management et de la vie des affaires
Les étudiants sont invités à faire preuve d'initiative à travers le système des Team Leader (projets de groupe sur l'année).
- L'école attache également beaucoup d'importance au développement personnel visant à améliorer sens critique et ouverture d'esprit.
- Les élèves obtiennent leur passage en validant 12 crédits, 11 correspondant aux examens et regroupant plusieurs matières, qu'ils passent lors des 5 partiels de l'année, 1 correspondant à la validation de leur stage de fin de 1re année.

### Cycle Master (deuxième et troisième année)
Elle se caractérise par un système de cours à la carte dits « électifs ». 
- Il s'agit de sessions de 3 semaines (6 pour certaines matières) sanctionnées soit par un examen, soit par du contrôle continu, soit par une combinaison des deux. Chaque électif, d'une durée de 45 h, aborde un thème spécifique dans l'un des grands domaines de management (Finance, Marketing, Comptabilité, etc.)

- Ce système a pour objectif d'adapter la formation en fonction des souhaits des étudiants, même si l'école impose un quota de 8 électifs de gestion qui forment un noyau obligatoire.

- Les choix de cours de l'élève (8 électifs) s'effectue parmi une offre de près de 80 modules couvrant toutes les disciplines du Management, de la Finance et du Marketing (voir ci-dessous).

À la fin de la deuxième année, les étudiants effectuent généralement leur stage de responsabilité rémunéré (en général 6 mois et plus).
La troisième année est également marquée par la rédaction d'un mémoire de Master encadrée par un tuteur. Celui-ci fait l'objet d'une soutenance orale et demeure une des conditions nécessaires à l'obtention du diplôme.
Les étudiants sont libres de poursuivre leurs cours sur une 4e année (sans frais supplémentaire) s'ils ont choisi de faire un stage plus long, ou de décaler leur départ à l'étranger.

### Cycle Master (cours et spécialisation)
- 8 électifs de gestion choisis parmi la liste des 100 électifs
- 5 modules obligatoires (Développement Personnel, Individu dans l'organisation, Méthodologie de la recherche, Stratégie et Valeur 1 et 2)
- 2 électifs de langue (1 en LV1, obligatoirement l'anglais, et 1 en LV2)
- 1 stage dit de responsabilité (minimum 26 semaines) ou la validation de la période d'apprentissage pour les étudiants apprentis
- 1 mémoire de Master
- Passage du TOEIC (une seule inscription autorisée durant le cursus sauf en cas d'absence justifiée par Sup de Co)
- Expérience internationale de 6 mois minimum cumulés (stage et/ou échange académique), condition obligatoire pour les M2/ex PCM entrés à Sup de Co en septembre 2010.

À noter parmi ces parcours conseillés : 
- Le parcours d’excellence en finance de marché CFA ;
- L'expertise comptable et audit DSCG[14] ;
- Le parcours dédié au management de la culture ;
- Le parcours Luxe.

De nouveaux cours ont été développés sur les thématiques contemporaines tels que la Finance islamique, la géopolitique, les nouvelles tendances du marketing, approche anthropologique de l’entreprise, le management des risques, le monde chinois, etc.

### Préparation au Chartered Financial Analyst (CFA)
Dès la deuxième année du programme Grande École (Sup de Co), les étudiants peuvent opter pour un cursus de préparation (3 électifs par niveau) à la certification professionnelle du Chartered Financial Analyst (CFA). Les trois niveaux (levels I, II, et III) peuvent être préparés au sein de l'école grâce à des professeurs spécialement formés et des intervenants extérieurs.
Cette certification, reconnue dans le monde entier, offre aux étudiants spécialisés en finance de marché des perspectives de carrière particulièrement intéressantes dans l'analyse financière et la gestion de portefeuille.
Historiquement, Sup de Co Reims est la deuxième école en France (après HEC Paris) à avoir mis en place cette préparation ainsi qu'un partenariat avec le CFA Institute.

### Apprentissage
Pour chaque promotion, 350 places sont disponibles en apprentissage, à la discrétion des étudiants. Sup de Co Reims possède ainsi l'un des plus grands centres d'apprentissage de France.
L'emploi du temps des élèves concernés se compose d'une partie en entreprise et d'une autre en cours pendant deux ans. La répartition entreprise/école est le fruit d'une négociation entre l'étudiant et l'entreprise. En général, il s'agit de trimestres voire de mois. L'entreprise prend en charge les frais de scolarité de l'étudiant et lui verse un salaire correspondant à environ 61 % du SMIC la première année et 78 % la deuxième année). L'étudiant est encadré à la fois par son responsable d'apprentissage en entreprise et par son tuteur à l'école.
Ce système d'apprentissage constitue un des atouts majeurs de l'école.
Un grand nombre d'apprentis se voient proposer un CDI à la fin de leur contrat d'apprentissage.

### Séjours à l'étranger
L'école offre la possibilité aux élèves de partir au cours de leur deuxième année de scolarité dans l'une des 160 universités partenaires de l'école, dont celle de Berkeley en Californie, classée 4e meilleure université du monde.
Il s'agit soit :
- d'un semestre à l'étranger ;
- d'une année à l'étranger couronnée par un double diplôme (20 universités partenaires).

L'école propose aussi un :
- International Management Program (IMP) à Reims (ensemble de cours de niveau Master délivrés en anglais et animés par de nombreux intervenants de nationalité étrangère) ;
- Summer Program à Reims ou à Pékin (séminaire de formation d'une durée de quatre semaines pendant les mois de juin et/ou juillet de chaque année).

En 2006, Sup de Co Reims a ouvert de nouvelles possibilités pour partir à l'étranger durant le cycle "Master". Il s'agit des cycles d'expertise continentale (Amérique du Nord ; Amérique du Sud ; Asie ; Europe Nordique, Centrale, Orientale et Germanophone). 
Ces cycles permettent de partir dans une zone géographique du monde pendant une durée d'un an et demi. Durant cette période, les étudiants sélectionnés alternent entre un premier semestre dans un partenaire académique de l'école, puis un second semestre dans un autre partenaire académique de la même zone géographique et dans un pays différent. Enfin, le programme d'expertise continentale se termine par un stage de six mois toujours dans la même zone géographique.

## Vie associative
Une cinquantaine d'associations appartiennent soit à une École spécifique du groupe (BDE Sup de Co, BDE TEMA...) soit au groupe lui-même (ACCES, BDS, BDA...), et notamment :
- Le Bureau des élèves de Sup de Co Reims (BDE) : première association de l'école créée en 1971, le BDE a pour rôle de fédérer l'ensemble des étudiants autour d'évènements tels que le Week-end de Parrainage, les voyages, l'animation au sein de l'école, les Galas, ou encore les soirées à thème. Il est chargé de l'intégration des primo-entrants. Son rôle est aussi représentatif, puisque le BDE entretient des relations de confiance avec l'administration de l'école, siège au conseil de discipline pour défendre les étudiants, noue des relations avec les entreprises locales, nationales ou internationales en établissant des partenariats, et porte la voix de l'école en étant administrateur de Intercampus, la fédération étudiante de la région Champagne-Ardenne.
- Bureau Des Arts  (BDA) : association créée en 1989, le Bureau Des Arts a pour but d'animer la vie artistique et culturelle de l'école. Le BDA, qui représente l'ensemble des élèves de l'école, est dirigé par la liste de 30 étudiants qui a remporté les campagnes avec plus de 50% des voix de la promotion. Au-delà des cours artistiques et des sorties culturelles proposés, le BDA est notamment chargé de l'organistion de la Comédie Musicale, du Week-End d'Intégration Artistique (WeArt), du Derby Artistique contre le campus de Rouen ou encore du Trophée des Arts se déroulant à Barcelone. Depuis la fusion avec RBS en 2013 se sont succédé : les Psykop'Art en 2013-14, les Iroqw'Art en 2014-15, les Paradisi'Art en 2015-16, les Amnési'Art en 2016-17, les Exalt'Art en 2017-18, les Hung'Art Games en 2018-19 et les DN'Art en 2019-20. Le BDA actuel est représenté par les Médus'Art.
- Bureau des sports (BDS) : Créé en 1980, le BDS est l'association qui gère la vie sportive de l'école.  Depuis la fusion avec RBS en 2013, plusieurs groupes constitués de 30 étudiants ont tour à tour assuré cette tâche. Les Sport'n'Ice en 2013-2014, les Sport'Vivors en 2014-2015, les K'Sport Juniors en 2015-2016, L'Ordre des Sporciers en 2016-2017, les Conquista'Sport en 2017-2018, les Préda'Sport en 2018-2019 et les Sport'Elements en 2019-2020. Le mandat 2020-2021 sera assuré par les Sport'Vengers.
- Reims Junior Conseil (La Junior Entreprise) : Créé en 1981, Reims Junior Conseil est un cabinet de conseil stratégique administré par des étudiants. Les étudiants en place forment leurs repreneurs pendant un an afin de capitaliser leurs connaissances et leurs compétences et de les mettre au service des entreprises. Reims Junior Conseil est certifié AFAQ[17].
- NEOMA Financial Club (anciennement RMS INVEST): l'association de finance de l'école qui propose aux étudiants d'entrer dans le monde la finance en organisant des conférences, des formations aux terminaux Bloomberg dans la salle de marchés fraichement équipée de 15postes, en visitant les institutions financières et en organisant un jeu boursier la Reims Trading Cup.
- Bureau de l'Extrême (BDX) : l'association des sports extrêmes et de plein air de Reims Management School. L'association s'occupe entre autres de l'organisation du séjour au ski et propose de nombreuses activités telles que le saut en parachute, voile, karting, roller, saut à l'élastique, préparation au permis mer, alpinisme, ski de randonnée...
- Bureau de l'international (BDI) chargé de l'accueil et de l'intégration des étudiants étrangers de l'école
- Association Internationale des Étudiants en Sciences Économiques et Commerciales (AIESEC): Un des 12 bureaux français et des nombreux bureaux mondiaux, AIESEC est la plus grande association mondiale gérée uniquement par des étudiants (60000 membres dans plus de 110 pays). Son but est de favoriser les échanges internationaux par le biais d'offres de stages en ONG et en entreprise à l'étranger uniquement.
- Égayons-nous : l'association gay-friendly de Reims Management School qui vise à sensibiliser les jeunes aux questions liées à l'homosexualité. Elle souhaite encourager une prise de conscience autour de cette thématique souvent mal connue et qui peut parfois susciter le rejet[18].
- On Air'MS : association médiatique (photos, vidéos, radio, journalisme, musique)
- PEACH : association humanitaire et sociale
- Prepa'Remois : Prépa’Rémois s’adresse à des lycéens de ZEP de la région Champagne-Ardenne ayant de bonnes capacités de travail, mais dont l’environnement familial, géographique ou social ne leur permet pas a priori de faire des études longues. Après sélection des lycéens, l’action des étudiants consiste à  les sensibiliser aux études type bac+5 ou classes préparatoires et à les y préparer pendant deux ans. L’objectif final est de leur donner toutes les chances d’intégrer un parcours d’excellence.
- ACCES : association multiculturelle de l'école.
- Le Monocle : édition annuelle du guide étudiant de Reims (sorties, pratique, institutions..). L'association édite chaque année un guide tiré à 30 000 exemplaires contenant des critiques gastronomiques et des idées de sorties pour les rémois et les touristes. Elle est composée d'une quarantaine de membres et existe depuis plus de 30 ans. Chaque année un grand lancement est organisé place d'Erlon à Reims et le thème y est dévoilé alors que de nombreuses animations se tienne sur la place[19].
- Really Mad Stage : Association qui organise un concours tremplin musiques actuelles du même nom dans divers lieux de Reims.
- International So'Cœur: Association ayant pour but d'organiser un tournoi de football en fin d'année avec les universités partenaires de l'école[20]
- PXL : Promotion et diffusion de la culture Geek : tel est le mot d’ordre à PXL ! Née en 2011, cette jeune association n’a qu’un seul but : partager sa passion ! Et pas n’importe laquelle : que ce soient les jeux vidéo, le cinéma, les mangas, les séries ou encore les jeux de rôles, PXL est là pour faire entrer les étudiants dans un univers et une culture, accessibles à tous.
- La Team Challenge

## Vie sportive
Chaque année depuis 1990, NEOMA participe au Challenge Ecricome rassemblant le campus de Rouen, KEDGE Marseille et KEDGE Bordeaux. Durant cette rencontre sportive, il est possible de remporter le trophée sportif, le trophée de l'ambiance ainsi que le trophée du fairplay. Voici le palmarès sportif :
| Année | École                                     |
| ----- | ----------------------------------------- |
| 2019  | REIMS                                     |
| 2018  | REIMS Doublé historique avec le fair-play |
| 2017  | Bordeaux                                  |
| 2016  | Bordeaux                                  |
| 2015  | Marseille                                 |
| 2014  | REIMS                                     |
| 2013  | REIMS                                     |
| 2012  | REIMS                                     |
| 2011  | Bordeaux                                  |
| 2010  | REIMS                                     |
| 2009  | Marseille                                 |
| 2008  | Bordeaux                                  |
| 2007  | Toulouse                                  |
| 2006  | Bordeaux                                  |
| 2005  | REIMS                                     |
| 2004  | REIMS                                     |
| 2003  | REIMS                                     |
| 2002  | REIMS                                     |
| 2001  | REIMS                                     |
| 2000  | Marseille                                 |
| 1999  | Pas d'infos                               |
| 1998  | Marseille                                 |
| 1997  | Bordeaux                                  |
| 1996  | Bordeaux                                  |
| 1995  | REIMS                                     |
| 1994  | REIMS                                     |
| 1993  | Pas d'infos                               |
| 1992  | Pas d'infos                               |
| 1991  | Pas d'infos                               |
| 1990  | Pas d'infos                               |

NEOMA Reims participe aussi au Derby Sportif qui l'oppose à NEOMA Rouen autour de 8 sports (Basket, Volley, Handball, Rugby, Football, Badminton, Athlétisme, Cheerleading) sur un week-end. Voici le palmarès :
| Année | Campus gagnant |
| ----- | -------------- |
| 2020  | REIMS          |
| 2019  | REIMS          |
| 2018  | REIMS          |
| 2017  | Égalité        |
| 2016  |                |
| 2015  | REIMS          |
| 2014  |                |
| 2013  |                |

## Direction
François Bonvalet est le directeur général du groupe RMS. RMS dispose d'un Conseil de surveillance qui définit les grandes orientations stratégiques du Groupe. Il est composé de DG de groupes multinationaux, des responsables administratifs et d'un représentant des étudiants.
Isabelle Chevalier, diplômée du CELSA et de l'Institut d'administration des entreprises de Lille, diplômée en droit de l'Université Paris Sorbonne-Paris IV, est directrice déléguée du Programme Grande École depuis décembre 2012.
L'école s'est dotée d'une fondation (Fondation RMS) qui a pour but de percevoir 1 000 000 € par an de dons afin de distribuer des bourses aux étudiants. Trois entreprises soutiennent ce projet dont PricewaterhouseCoopers France et Luxembourg.